# St. Georg (Rampertshofen)

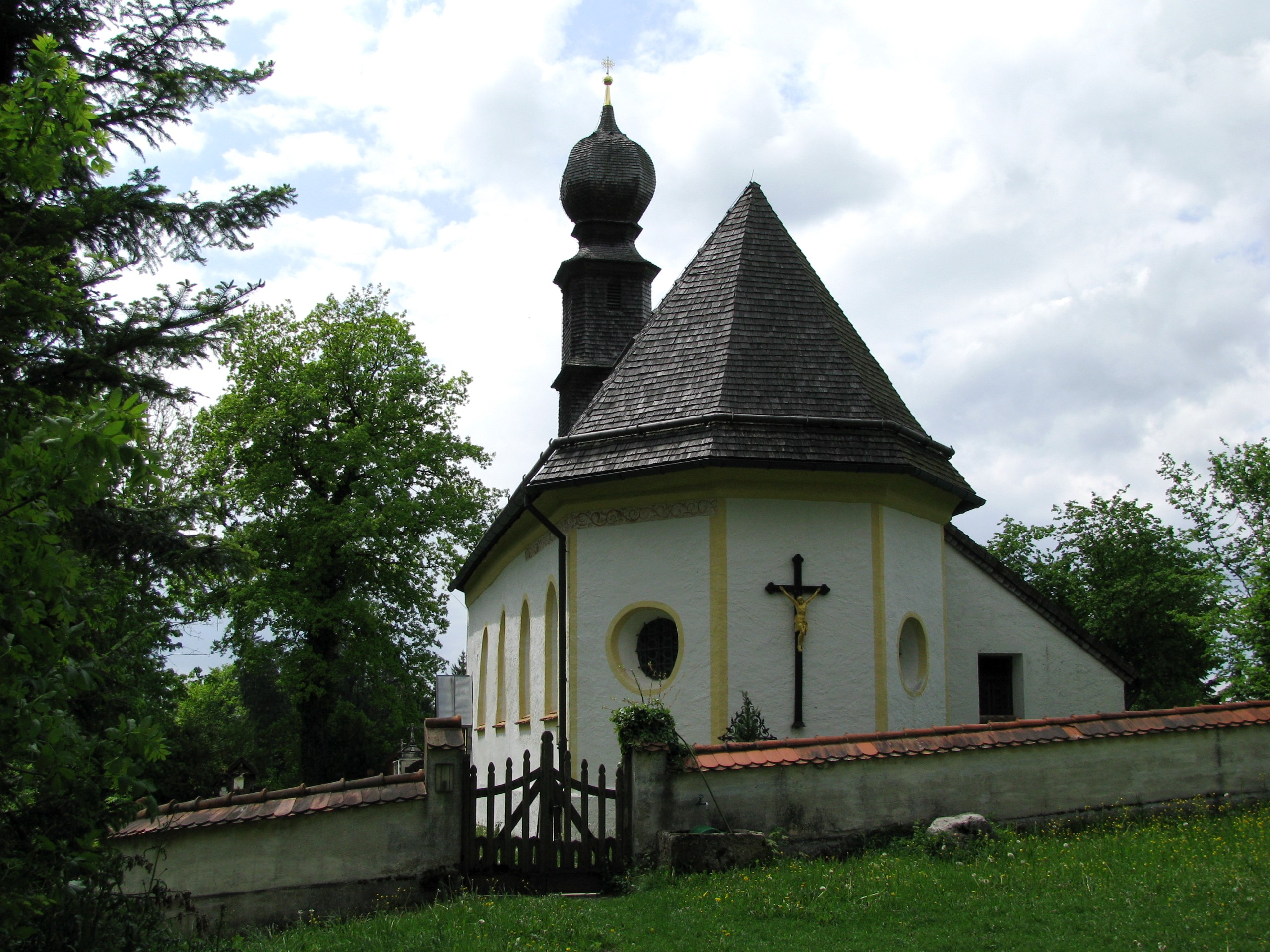
St. Georg in Rampertshofen

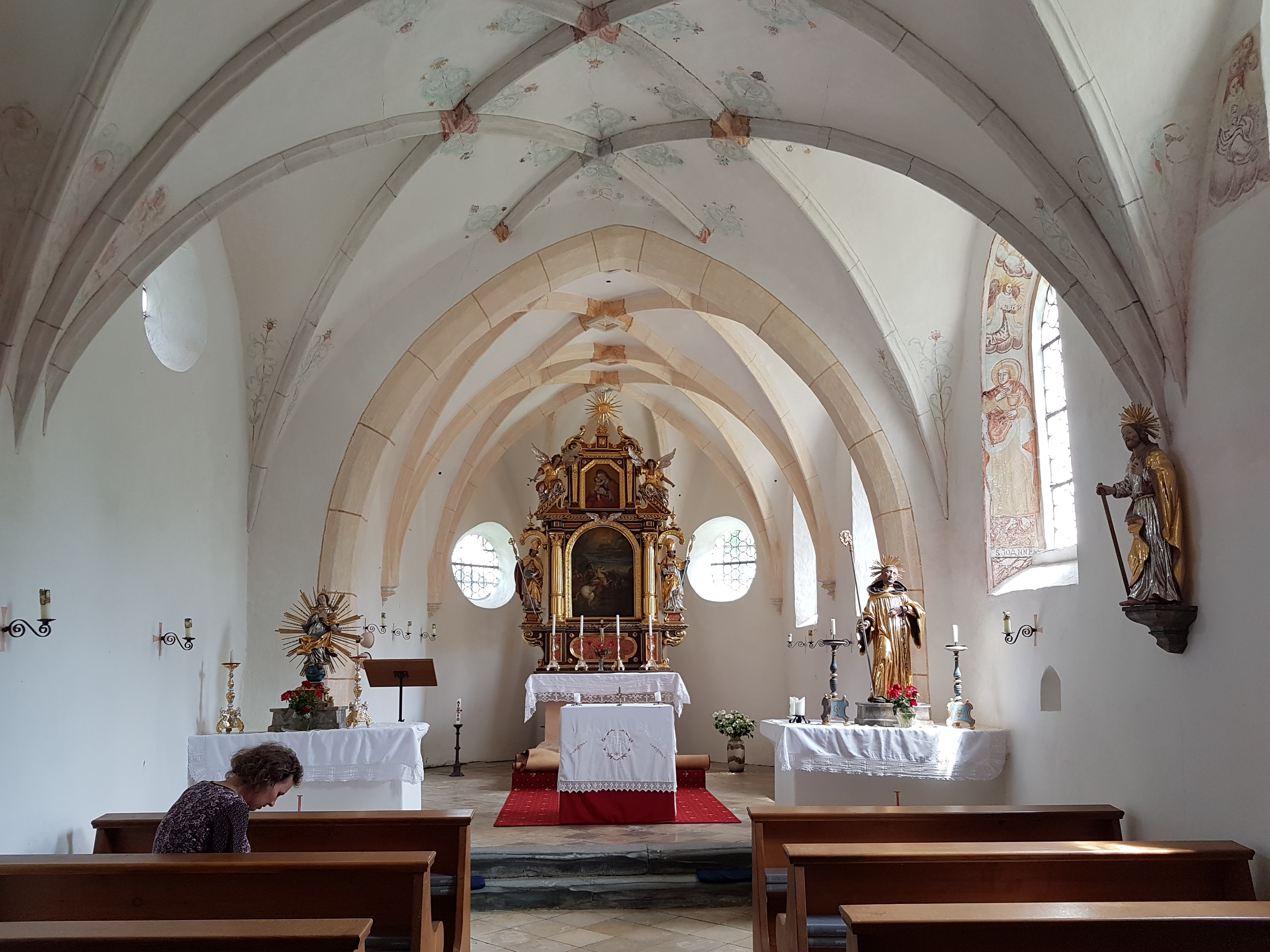
Innenansicht

St. Georg in Rampertshofen, einem Gemeindeteil von Dietramszell im oberbayerischen Landkreis Bad Tölz-Wolfratshausen, ist eine römisch-katholische Filialkirche. Die Kirche steht unter Denkmalschutz und ist in der Liste der Baudenkmäler in Dietramszell unter der Nr. D-1-73-118-133 eingetragen. Sie gehört zum Dekanat Bad Tölz-Wolfratshausen im Erzbistum München und Freising.

## Beschreibung
Die gotische Saalkirche besteht aus dem Langhaus und dem eingezogenen Chor mit Fünfachtelschluss im Osten. Die Sakristei befindet sich an der Nordwand des Chors. 1793 wurde der Fassade im Westen ein mit Schindeln verkleideter Giebelreiter aufgesetzt, der mit einer Zwiebelhaube bedeckt ist. 
Der Innenraum ist mit einem Netzgewölbe überspannt. Zur Kirchenausstattung gehört ein um 1640 gebauter Hochaltar, der von den Skulpturen des Wolfgang von Regensburg und des Martin von Tours flankiert wird. Im Altarretabel ist der heilige Georg in einem Gemälde dargestellt.